# 多格敦 (加利福尼亞州聖華金縣)
多格敦（英語：Dogtown）是位於美國加利福尼亞州聖華金縣的一個人口普查指定地區。

## 地理
多格敦的座標為38°12′31″N 121°09′17″W / 38.20861°N 121.15472°W，而該地最高點為海拔高度35米（即115英尺）。

## 人口
根據2010年美國人口普查的數據，多格敦的面積為33.641平方千米，當中陸地面積為33.584平方千米，而水域面積為0.057平方千米。當地共有人口2506人，而人口密度為每平方千米74人。